# 金山基督教堂
金山基督教堂，简称金山教堂，又称流花溪基督教堂、流花溪礼拜堂，是位于中华人民共和国福建省福州市仓山区金山街道的基督教新教教堂，属于福州市基督教三自爱国运动委员会管辖。
金山街道原为福州市郊区农村地区，随着城市的发展，金山已成为城市地区，信徒日益增多，原有的教堂已不能满足需求，于是在仓山建新基督教堂原址上重建了该教堂。修建教堂所需资金由教友捐赠。
教堂由德国建筑师德克·乌维·蒙许（Dirk U. Moench）及其妻子林汐设计。 
2022年教堂奠基，2024年主体工程基本完工。